# Dreadnought (scheepstype)

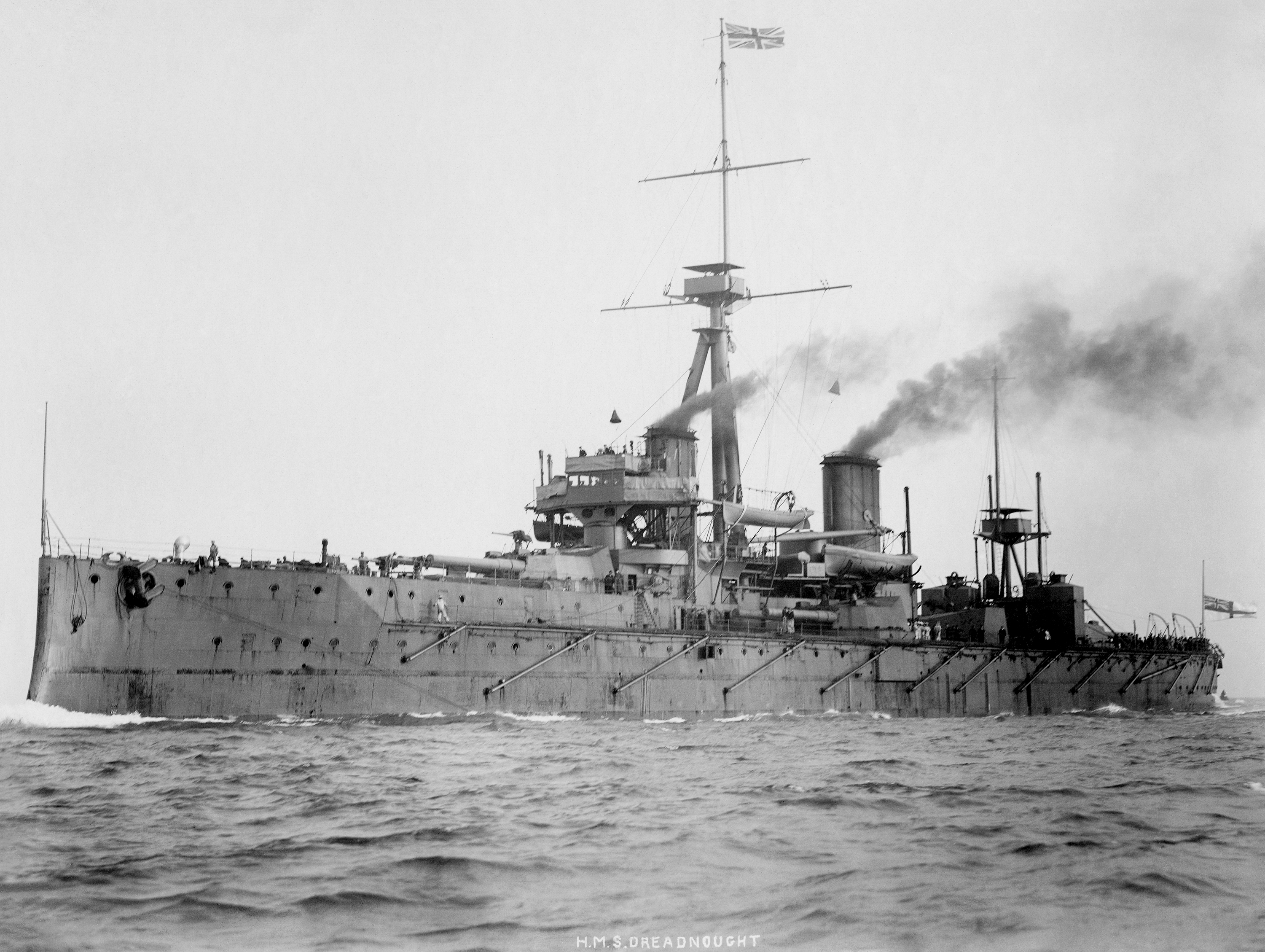
Slagschip HMS Dreadnought.

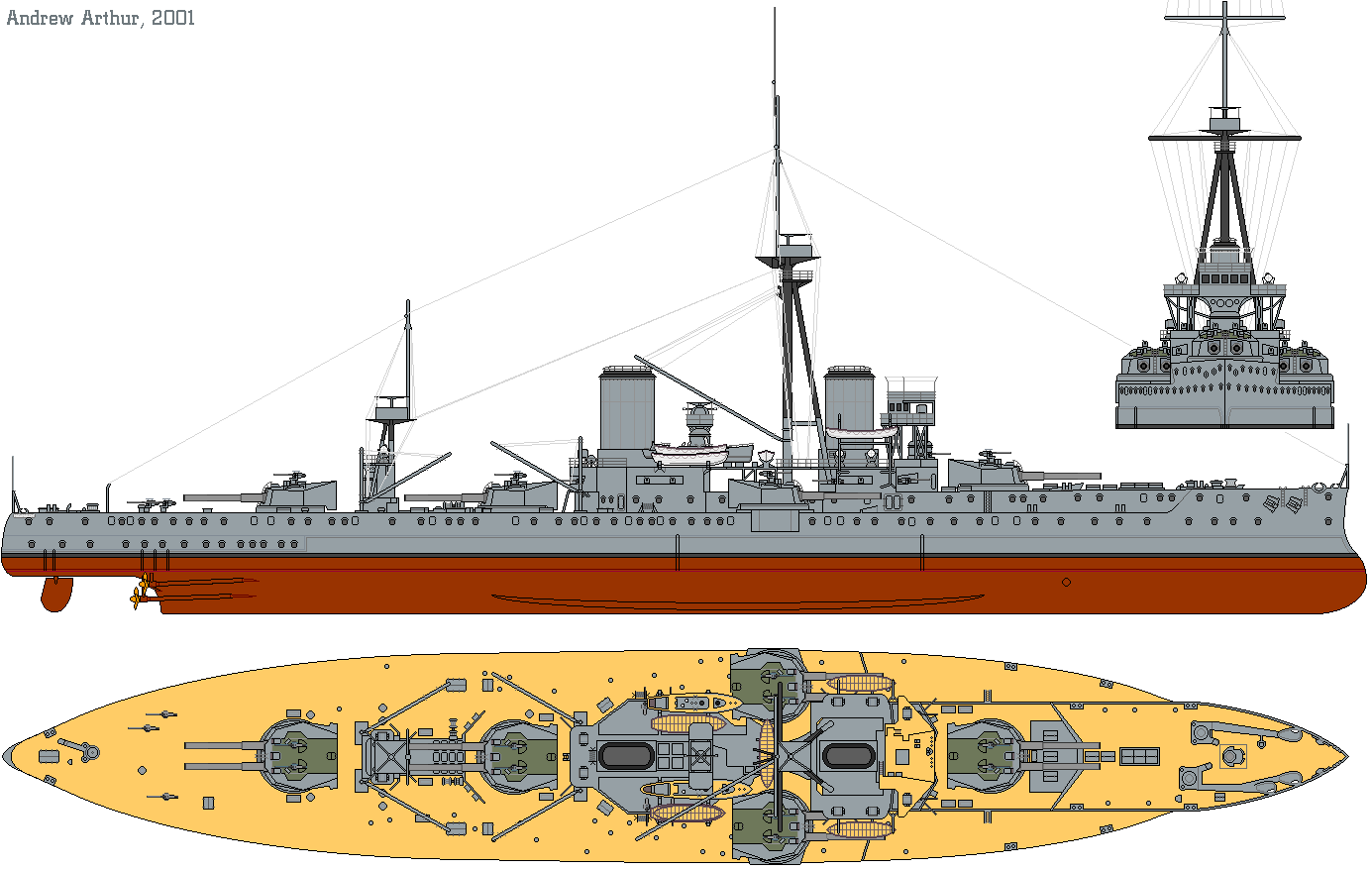
Zij- en bovenaanzicht HMS Dreadnought.

De dreadnought (Nederlands: onvervaard) was een type van slagschip dat in het begin van de 20e eeuw door diverse landen gebouwd werd. De naam is afgeleid van het eerste schip van dit type, de Britse HMS Dreadnought.

## Inleiding
Tot aan het begin van de twintigste eeuw hadden pantserschepen meerdere kalibers geschut, die, volgens de gewoonte bij de houten linieschepen uit de zeiltijd, opgesteld waren op meerdere dekken en door geschutpoorten in de romp vuurden. Met de komst van de USS Monitor werden de voordelen van de draaiende geschuttoren gedemonstreerd. Op de nieuwe marineschepen werden aan dek twee tot vier kanonnen van een zwaarder kaliber toegevoegd. Deze kanonnen werden verdeeld over twee geschuttorens, een voor en een achter de brug.

## Komst John Fisher
Admiraal John Fisher werd op 21 oktober 1904 the First Sea Lord van de Admiraliteit van Engeland. Fisher was een energieke man met een lange carrière in de Britse zeemacht. Hij had zijn eigen opvattingen over de goede kwaliteiten van een modern marineschip. Twee factoren waren zijns inziens van essentieel belang: vuurkracht en snelheid. Het gevecht wordt gevoerd met de zwaarste kanonnen op grote afstand en beter was het om het lichtere geschut op te geven en meer stukken van het zwaardere kaliber te voeren. Deze hadden ook het grootste bereik. Verder bepaalt het schip met de hoogste snelheid het moment van actie, dit schip kan de vijand het snelst naderen of de gevechten afbreken en veilig wegkomen.
Met een gevecht op grote afstand was een ander nadeel van geschut van uiteenlopend kaliber dat de vuurleiding moeite had om in te schatten of de afgevuurde granaten op de juiste plaats dekkend neerkwamen. Er waren immers allerlei fonteinen van water te zien. Wanneer al het geschut hetzelfde kaliber had, was dit probleem weggenomen.

## Het ontwerp
Op 22 december 1904 organiseerde Fisher een commissie om deze ideeën uit te werken in bouwplannen voor een nieuw marineschip. De leden waren negen burgers en zeven marineofficieren onder wie John Jellicoe. Fisher gaf de commissie twee eisen mee, alleen kanonnen met een kaliber van 12 inch en een minimale snelheid van 21 knopen. Vanaf 3 januari 1905 kwam de commissie gedurende zeven weken bijeen voor het ontwerp.

### Bewapening
Voor de bewapening werden tien 12-inch kanonnen opgesteld verdeeld over vijf geschuttorens. Twee torens op het achterdek, een voor de brug en tot slot twee torens naast de brug, een aan de bak- en een aan de stuurboordzijde. Naar voren konden zes kanonnen tegelijk vuren en over de flanken en achterzijde acht kanonnen. Deze acht vuurden per salvo granaten af met een gewicht van 6800 pounds. Dit was het dubbele gewicht van de grote marineschepen die toen in de vaart waren, deze konden maximaal 3400 pounds afvuren met vier kanonnen.

### Motoren
Om de snelheid van 21 knopen te krijgen moest de commissie kiezen voor stoomturbines. De Britse marine had al ervaring opgedaan met deze uitvinding van Charles Algernon Parsons met de torpedobootjagers Viper en Cobra. Deze waren uitgerust met stoomturbines en bereikten een snelheid van 36 knopen. De turbines konden veel langer dan de traditionele stoommachines een schip op hoge snelheid laten varen. De brandstof bleef steenkool.

### Pantser
Fisher was minder overtuigd van het nut van zwaar pantser. Hij was van mening dat een hoge snelheid de noodzaak van een zwaar pantser verminderde. Desondanks kreeg het schip zware bescherming, vooral aan de zijkanten en onder de waterlijn. Onder de waterlijn moest het pantser ten minste twee torpedo’s kunnen weerstaan. Het kreeg waterdichte compartimenten om het zinken van het schip te voorkomen als een gat onder de waterlijn was geslagen. Bij dit ontwerp waren de compartimenten alleen van boven vanaf het dek te bereiken, tussen de diverse compartimenten waren geen deuren. Tot slot kreeg het schip geen ramsteven.

## HMS Dreadnought
In 1906 nam Groot-Brittannië als eerste een slagschip in gebruik volgens dit idee, HMS Dreadnought. Dit schip was bewapend met 10 kanonnen van 304,8 mm (12 inch) in 5 dubbeltorens en het was sneller en beter bepantserd dan zijn tijdgenoten. De voordelen zijn overigens niet alleen verkregen door de secundaire bewapening te beperken: met een waterverplaatsing van 18.000 longton was het ook het grootste oorlogsschip van zijn tijd. Het concept was wel dermate vernieuwend dat alle andere slagschepen op slag verouderd waren. Men sprak vanaf die tijd dan ook vaak van dreadnought-type slagschepen (of kortweg dreadnoughts) en pre-dreadnoughts.

## Wapenwedloop
Alle andere toonaangevende marines haastten zich vanaf dat moment om soortgelijke schepen te bouwen. De wapenwedloop op zee, die al enkele jaren tussen het Verenigd Koninkrijk en Duitsland gaande was, kreeg daarmee een nieuwe impuls.
Vlak voor de Eerste Wereldoorlog had Nederland ook plannen om dergelijke schepen aan te schaffen maar door de oorlog werden de schepen nooit gebouwd.
De volgende landen hadden marines die dreadnoughts in dienst hadden:
| Europa - Verenigd Koninkrijk - Duitsland - Frankrijk - Italië - Rusland - Oostenrijk-Hongarije - Spanje - Ottomaanse Rijk | Rest van de wereld - Verenigde Staten - Japan - Australië - Chili - Argentinië - Brazilië |

## Museumschip

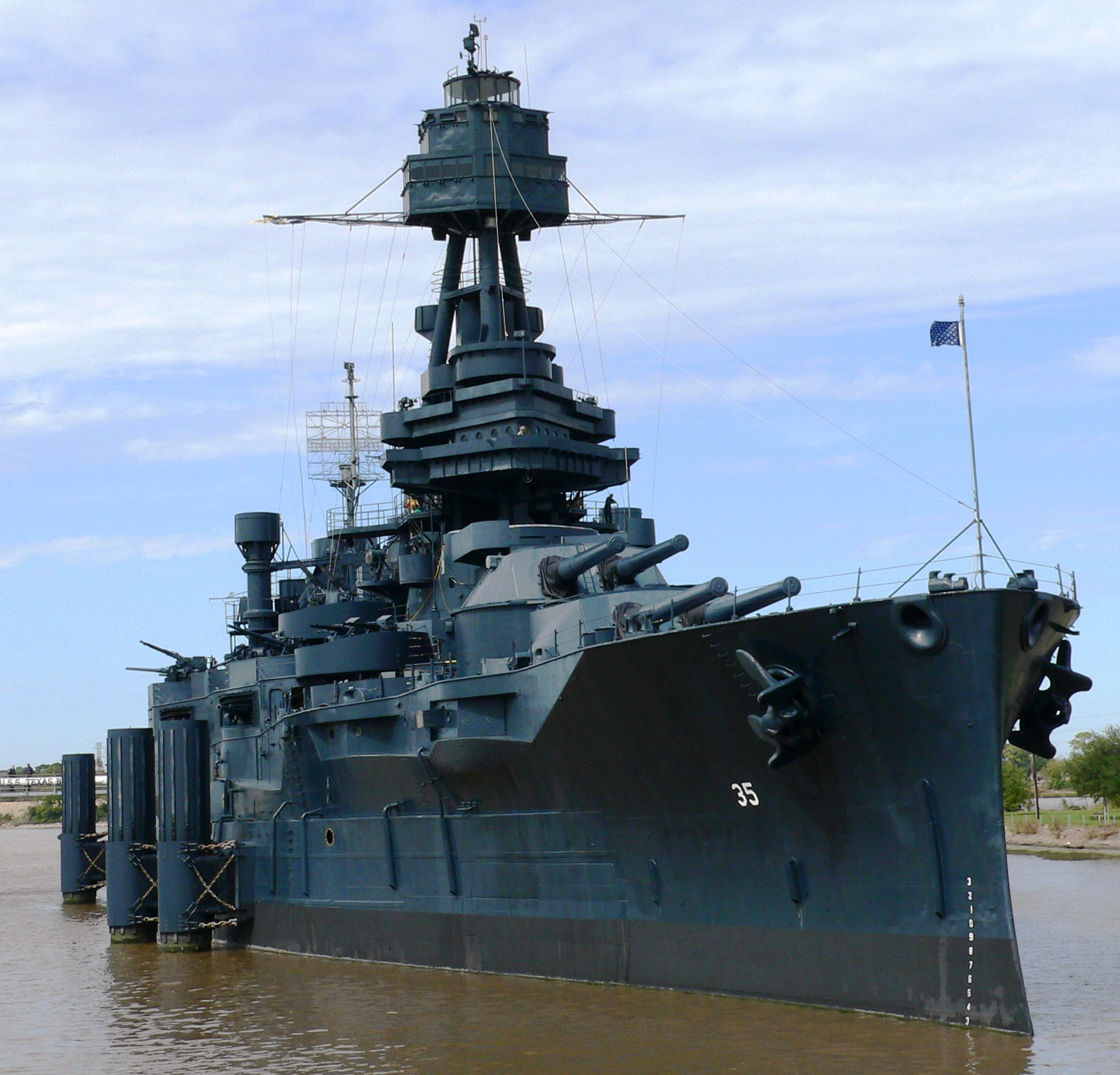
USS Texas (2006)

Van de dreadnoughtschepen is maar een exemplaar behouden gebleven, de USS Texas. Dit schip werd in 1912 te water gelaten en kwam in 1914 in dienst. Het was actief op de Noordzee tijdens de Eerste Wereldoorlog en heeft in de Tweede Wereldoorlog konvooien begeleid en invasiestranden beschoten in Noord-Afrika en in de Grote Oceaan. In 1948 werd uit het dienst genomen en is nu een museumschip in Houston, Texas.

## Naslagwerk
- (en)  Dreadnought. Auteur: Robert K. Massie. Uitgever: Random House, New York,1991. ISBN 0-394-52833-6